# 守望先锋2
《守望先锋2》是暴雪娱乐开发并于2022年发行的多人在线第一人称射击游戏，为《守望先锋》的续作。

## 公布与发行
2019年11月1日举办的暴雪嘉年华开幕式上正式公布。2022年3月11日，暴雪娛樂宣布由守望先锋联赛的职业选手等相关方开始Alpha测试。PC版第一轮玩家对战封闭Beta内测从太平洋时间2022年4月26日上午11点开始持续至5月17日。第二轮Beta测试包含PC、XBOX和PlayStation主机，自太平洋时间2022年6月28日上午11点（北京时间6月29日凌晨2点）开始，并持续至7月19日。2022年6月13日，暴雪娛樂官方宣布确认《鬥陣特攻2》将于同年10月4日作为免费游戏发布。2023年8月11日，游戏登陆Steam平台，并同时发布“入侵”PvE扩展包。

## 遊戲內容及玩法
《守望先锋2》正式推出後，除了新增跨平台進度共享功能，使玩家可使用同一個Battle.net帳號整合不同遊戲平台的進度外。遊戲內亦推出賽季戰鬥通行證和遊戲商城的功能，玩家可以購買在遊戲內稱為「鬥陣幣」的貨幣，來取得造型、头像、表情動作、喷漆、語音等内容，及戰鬥通行證內容和進度。如果玩家账号中持有第一代《守望先锋》游戏，其成就、战利品及收藏將全部转移並合併至《守望先锋2》中，包括造型、头像、喷漆等内容。
《守望先锋2》中的游戏场景更加生动，由于PvE模式中战斗规模及地图尺寸更大，游戏改良了原有的引擎，使其能够更好地呈现华丽的环境与阴影特效。所有游戏角色将拥有全新的外观，细节更加丰富，画质更加清晰。

### 多人遊戲
暴雪娱乐在《守望先锋2》中加入了一批新的多人模式地图，战斗在世界各地的著名城市展开。首批公布的地图有加拿大多伦多、瑞典哥德堡、巴西里约热内卢、美国纽约、摩纳哥蒙特卡洛和韓國釜山。
《守望先锋2》取消了玩家所诟病的佔領（Assault/2CP）模式，并将PvP模式由前作《鬥陣特攻》的6v6改为5v5。

#### 舊有模式
- 搶地盤：獲勝條件是必須最快獲勝兩回合。

- 推車模式：推車模式會有進攻方和防守方。進攻方要推車到指定地方，而防守方要阻止進攻方推車。

#### 机动推进（Push）
是《守望先锋2》推出的全新地图类型。在对称设计的地图中，参赛的两支队伍需要争夺中央机器人控制权，将障碍从地图正中央推向敌方基地。比赛过程中，双方队伍随时都能夺取机器人的控制权，最先推进至终点的队伍获胜。

### 劇情模式
《守望先锋2》从上一代中广受好评的玩家对抗环境（PvE）季节性活动模式中吸收灵感，为游戏增加了大量PvE内容。玩家可以升级自己的英雄，获取物品强化游戏体验。新的剧情任务中，四名玩家扮演《守望先锋》故事中的英雄，齐心协力，共同完成一系列任务，向归零者发起反击。可重复游玩的英雄任务模式中，玩家需要在一系列不断变化的场景中面对各种不同类型的敌人。

## 遊戲剧情
温斯顿、猎空和小美在巴黎抵抗归零者的袭击时遭遇了空前的危机。巨大的归零者战甲及数量众多的机器人使他们举步维艰。紧急关头，守望先锋的队员们加入到战斗中，扭转战局。

## 在中国大陆的运营

### 
2022年，本作在中国大陆宣传、发行时未使用“守望先锋2”的名称，而是在带书名号的《守望先锋》后追加带引号的“归来”二字。

### 在中国大陆终止运营
2022年10月17日，暴雪娱乐宣布终止与网易的合作。北京时间2023年1月24日0时，包含《守望先锋》“归来”在内的由网易暴雪合作部代理的多部暴雪游戏终止在中国大陆的运营。

### 重返中国大陆
2024年12月31日，网易宣布《守望先锋》将正式恢复在中国大陆的运营，2025年1月8日至15日将先行技术测试。2025年2月19日，本作以《守望先锋》为名开始在中国大陆的运营。

## 评价
《守望先锋2》于2023年8月11日登陆Steam平台后，一天内就获得了数万条差评，好评率僅11%，成为Steam遊戲差评榜第一名。同年10月13日被《三國殺十週年》佔據榜首。